# Guineu de Bengala
La guineu de Bengala (Vulpes bengalensis) és una espècie de mamífer de la família dels cànids, que viu als turons de l'Himàlaia, al Nepal, l'Índia, el Pakistan i Bangladesh.